# Saint-Menoux
Saint-Menoux település Franciaországban, Allier megyében. Lakosainak száma 1135 fő (2022. január 1.). Saint-Menoux Agonges, Autry-Issards, Bourbon-l’Archambault, Marigny és Souvigny községekkel határos.

## Népesség
A település népessége az elmúlt években az alábbi módon változott:
| Lakosok száma | 901  | 929  | 986  | 920  | 1019 | 1009 | 1045 | 1106 | 1119 | 1135 |
|               | 1968 | 1982 | 1990 | 2006 | 2013 | 2015 | 2017 | 2019 | 2020 | 2022 |